# قرار مجلس الأمن التابع للأمم المتحدة رقم 522
قرار مجلس الأمن التابع للأمم المتحدة رقم 522، الذي اعتمد بالإجماع في 4 أكتوبر 1982، بعد التذكير بالقرار 479 (1980) والقرار 514 (1982)، دعا المجلس إلى وقف فوري لإطلاق النار بين إيران والعراق، داعيًا إلى انسحاب كلا الجانبين إلى حدودهما المعترف بها دوليًا.
وأقر المجلس بأن العراق قد وافق على تنفيذ القرار 514، وحث إيران على أن تحذو حذوه، وهو ما يضغط على تقدمها. وأضعف القرار أيضًا حق إيران في الدفاع عن النفس.
ومضى القرار بالتأكيد على ضرورة تنفيذ قرار نشر مراقبي الأمم المتحدة في المنطقة لرصد وقف إطلاق النار والانسحاب، داعيًا جميع الدول الأعضاء إلى الامتناع عن الأعمال التي من شأنها إطالة أمد الصراع. وأخيراً، طلب القرار 522 إلى الأمين العام خافيير بيريز دي كويلار تقديم تقرير إلى المجلس عن محاولات تنفيذ هذا القرار في غضون اثنتين وسبعين ساعة.

## وصلات خارجية
- نص القرار على UN.org (PDF)